# Seznam slovenskih otroških in mladinskih literarnih revij
Seznam slovenskih otroških in mladinskih literarnih revij.

## A
Akademski glas - Angelček

## B
Bim Bam - Bučka

## C
Ciciban - Cicido - Cvet

## D
Domače ognjišče - 

## G
Galeb - Gruda

## J
Jugoslovenski srednješolec

## K
Kekec - Kmetski list - Korotan - Kres - Križ - Križ na gori - Krščanski detoljub - Kurirček

## L
Luč - Lučka z neba

## M
Maj - Mavrica - Mentor (dijaški list) - Mi mladi borci - Mlada Jugoslavija - Mlada pest - Mladi junak - Mladi plamen - Mladi Prekmurec - Mladi puntar - Mladi rod - Mladina - Mlado Jutro - Mladoslovenec - Mladost - Moj planet

## N
Naš čolnič - Naš dom - Naš rod - Naša bodočnost - Naša radost - Naša zvezda - Nebeški vrt - Novi rod

## O
Omladina - Orlič  - Orlovski odbornik - Orlovski voditelj

## P
Pastirček - Pikapolonica - PIL - Pionir - Pionirski list - Preporod - Proletarska mladina - Prosveta

## R
Rast - Razori - Razvoj - Rdeči glas

## S
Samouprava - Slobodna mladina - Slovenska misel - Slovenski pionir - Soko - Sokoči - Sokolska prosveta - Sprotuletna vijolica - Srednješolec - Straža v viharju - Stražni ognji

## Š
Škrat

## T
Trobentica

## U
Utrinki

## V
Večernik za mladino - Vedež - Vesna - Vestnik Krščanske delavske mladine - Vidovdan - Vijolica - Vrabič - Vrtec

## Z
Zmajček - Zora - Zvonček

## Ž
Ž - 